# Десетак
Десетак је насеље у општини Лепосавић на Косову и Метохији. Припада месној заједници Лепосавић. Село се налази 8 km западно од Лепосавића, на североисточним обронцима Рогозне, са леве стране Ибра. По положају спада у брдско-планинска села. Назив села је одређен историјским мотивима и потиче од речи десетак што је назив за разне дажбине које је у новцу, житу, стоци село морало да плаћа агама и беговима.

## Демографија
- попис становништва 1948: 44
- попис становништва 1953: 52
- попис становништва 1961: 47
- попис становништва 1971: 34
- попис становништва 1981: 9
- попис становништва 1991: 5

У насељу 2004. године живи 1 становник и то из породице Бараћ.